# Grand Prix de Fourmies 2006
La 74e édition du Grand Prix de Fourmies, s'est déroulée le 10 septembre 2006 sur le circuit traditionnel tracé autour de la commune de Fourmies.
L'épreuve a été remporté par le jeune Belge Philippe Gilbert qui a devancé sur la ligne d'arrivée l'Espagnol Adrián Palomares et le Suisse Michael Albasini.

## Présentation

### Parcours
La 74e édition du Grand Prix de Fourmies a emprunté, comme à son habitude, un parcours comprenant plusieurs boucles. Une première menant les coureurs du départ en centre-ville de Fourmies jusqu'à la ville de Jeumont ramenant ensuite le peloton vers Fourmies en passant notamment sur des routes escarpées et exposées au vent. Le peloton a ensuite emprunté à six reprises une boucle d'une dizaine de kilomètres tracée dans Fourmies avant de se disputer la victoire.

## Classement final
|    | Coureur           | Pays        | Équipe             |    | Temps           |
| -- | ----------------- | ----------- | ------------------ | -- | --------------- |
| 1  | Philippe Gilbert  | Belgique    | Française des jeux | en | 4 h 34 min 44 s |
| 2  | Adrián Palomares  | Espagne     | Kaiku              | +  | 3 s             |
| 3  | Michael Albasini  | Suisse      | Liquigas           |    | m.t             |
| 4  | Robbie McEwen     | Australie   | Davitamon-Lotto    |    | 8 s             |
| 5  | William Bonnet    | France      | Crédit agricole    |    | m.t.            |
| 6  | Mathieu Drujon    | France      | Auber 93           |    | m.t             |
| 7  | Jeremy Hunt       | Royaume-Uni | Unibet.com         |    | m.t.            |
| 8  | Enrico Degano     | Italie      | Barloworld         |    | m.t             |
| 9  | Frédéric Amorison | Belgique    | Landbouwkrediet    |    | m.t.            |
| 10 | Crescenzo D'Amore | Italie      | Acqua & Sapone     |    | m.t.            |